# Atesta sita
Atesta sita là một loài bọ cánh cứng trong họ Cerambycidae.